# Saudiarabiens ambassad i Stockholm
Saudiarabiens ambassad i Stockholm (även Saudiska ambassaden) är Saudiarabiens diplomatiska representation i Sverige. Länderna upprättade diplomatiska förbindelser 1957. Ambassaden öppnade i Stockholm 1967. Ambassadör sedan 2017 är Abdulaziz bin Hamoud Al Zaid.

## Fastigheter
Ambassaden är sedan 1984 belägen i fastigheten Trädlärkan 8 på Sköldungagatan 5 i Lärkstaden på Östermalm i Stockholm. Byggnaden uppfördes 1909–1910 som en familjebostad enligt arkitektfirman Hagström & Ekmans ritningar.
I augusti 2010 meddelades att den saudiska staten förvärvat Bünsowska villan i Diplomatstaden som ny ambassadbyggnad, men i mars 2012 lades villan åter ut till försäljning med hänvisning till att ambassaden behövde en större byggnad.

## Beskickningschefer
| Namn                                   | Period    | Funktion   |
| -------------------------------------- | --------- | ---------- |
| Abdulrahman M. Gdaia                   | 2008–2014 | Ambassadör |
| Ibrahim bin Saad bin Ibrahim Al-Brahim | 2014–2017 | Ambassadör |
| Abdulaziz bin Hamoud Al Zaid           | 2017–     | Ambassadör |